# Raccordo Anulare di Padova
Per Raccordo Anulare di Padova si intende il sistema circolare di tangenziali cittadino.

## Caratteristiche
Il raccordo è lungo più di 40 km e dispone di 21 uscite, nel territorio del comune di Padova. È completato da un prolungamento a nord-ovest (Limena) ed è integrato dalla SR 308 del Santo per Castelfranco Veneto.
I gestori, operanti per tratte, sono: Autostrada Brescia-Verona-Vicenza-Padova, Veneto Strade, Comune di Padova, Autostrade per l'Italia.
È numerata, denominata e classificata tecnicamente diversamente a seconda delle tratte. Tutto il percorso è a carreggiate separate con almeno due corsie per senso di marcia.
In vari momenti storici, soprattutto a partire dagli anni 2000, sono state ipotizzate numerose varianti, modifiche e integrazioni varie all'attuale assetto del Raccordo Anulare di Padova, per lo più sostenute dalla classe politica e/o dai settori economico/produttivi locali, senza però mai giungere ad una decisione definitiva, né tantomeno ad un progetto condiviso. Ciò anche in ragione del notevole impatto ambientale che l'ulteriore infrastrutturazione del territorio determinerebbe sul paesaggio agricolo locale, ragione per cui vi è spesso stata espressione di malcontento da parte di cittadini e associazioni.

## Le tangenziali
- Tangenziale Nord di Padova
- Tangenziale Est di Padova
- Tangenziale Ovest di Padova
- Tangenziale Sud di Padova